# Periaeschna mira
Periaeschna mira – gatunek ważki z rodziny żagnicowatych (Aeshnidae).